# René Peeters (acteur)
René Peeters (1897 – 1978) was een Vlaams acteur die onder meer bekendheid verwierf door zijn rol als Hyppolite Maréchal in de Vlaamse televisiereeks Schipper naast Mathilde, die liep van 1955 tot 1963. Hij speelde Hippoliet in Het geheim van Killary Harbour in 1960, en Jozef "Mette" Claes in Wij, Heren van Zichem dat liep van 1969 tot 1971.